# Wim Willems (historicus)
Willem Hendrik (Wim) Willems (Zwolle, 12 november 1951) is een Nederlands historicus en schrijver. Hij houdt zich vooral bezig met het leven in steden en met de geschiedenis van Den Haag.

## Levensloop
Willems groeide op in een Haagse arbeiderswijk. Het opgroeien in de jaren vijftig en zestig reconstrueerde hij gedetailleerd aan de hand van zijn eigen herinneringen in enkele boeken over Den Haag in de 20ste eeuw, Stadskind, Stadsblues, Reis door de stad, Het Haagse Gevoel en Hagenezen die er mochten wezen. In Den Haag spant hij zich, samen met lokale instellingen, sinds 2001 in om burgers actief te betrekken bij de geschiedschrijving over hun stad, buurt, familie of hun verleden elders ter wereld. Zijn eigen series in de krant leidden tot avonden in het theater en een reeks autobiografische boeken van zijn hand en bundelingen van lezersverhalen.
Met Adriaan van Dis schreef hij het toneelstuk Het water van Nederland gedronken (1997), dat verfilmd werd door de in Algerije geboren regisseur Karim Traïdia. Onder meer met Paul Scheffer organiseerde Willems debatten over de multiculturele samenleving. Het beeldend werken bracht hem in aanraking gebracht met vormgevers, tentoonstellingsmakers en resulteerde in een aantal historische televisieseries, Plekken van Herinnering, bij de lokale omroep TV West.
Van 2013-2015 nam Willems deel aan de werkgroep Den Haag van Open Joodse Huizen, een programma van kleinschalige herdenkingsbijeenkomsten op voormalige Joodse locaties.

### Wetenschappelijke loopbaan
Samen met zijn vrouw Annemarie Cottaar (1955-2021) werkte Willems van 1987 tot 1995 bij het Centrum voor Onderzoek van Maatschappelijke Tegenstellingen aan de Universiteit Leiden. In de daaropvolgende jaren was hij verbonden aan het Institute of Migration and Ethnic Studies, Universiteit van Amsterdam, waar hij samen met Leo Lucassen leiding gaf aan de historische sectie. In 1996 richtten zij, met anderen, de stichting Centrum voor de Geschiedenis van Migranten op.
In 1995 promoveerde Willems op het proefschrift In Search of the True Gypsy, from Enlightenment to Final Solution. Hij specialiseerde zich in de geschiedenis van postkoloniale migranten, met name Indische Nederlanders, en beweegt zich op het interdisciplinaire terrein van de stadsgeschiedenis.
Sinds 2005 is hij hoogleraar Sociale Geschiedenis aan de Campus Den Haag van de Universiteit Leiden. Naast wetenschappelijke werken schreef hij een reeks populaire autobiografische boeken, gebaseerd op de langlopende serie Stadskind in de Haagsche Courant. Ook publiceerde hij een biografie over de Indische schrijver en voorman Tjalie Robinson, die hem een nominatie voor de Libris Geschiedenisprijs opleverde. Vanwege zijn verdiensten voor de integratie van de Poolse gemeenschap in Nederland werd hij in 2015 uitgeroepen tot 'ere-Polonus'.

## Publicaties (selectie)
- Met Annemarie Cottaar, Het beeld van Nederland (Baarn/Den Haag 1989).
- Met Leo Lucassen en Annemarie Cottaar, Gypsies and other Itinerant Groups. A Socio-Historical Approach (Londen/New York 1998).
- De Uittocht uit Indië (Amsterdam 2001).
- Stadskind. Kroniek van een naoorlogse jeugd (Amsterdam 2003).
- Stadsblues. Kroniek van de jaren zestig (Amsterdam 2005).
- Met Ulbe Bosma en Remco Raben, De geschiedenis van Indische Nederlanders (Amsterdam 2006).
- Met Leo Lucassen (red.), De krachtige stad. Een eeuw omgang en ontwijking (Amsterdam 2007).
- Tjalie Robinson. Biografie van een Indo-schrijver (Amsterdam 2008).
- Met Leo Lucassen (red.), Waarom mensen in de stad willen wonen, 1200-2010 (Amsterdam 2009). Vertaald als Living in the City. Urban Institutions in the Low Countries, 1200-2010 (New York/Londen 2012).
- Met Annemarie Cottaar en Kai Yin Or, Een draak met vele gezichten. Chinatown Den Haag (1920-2010) (Den Haag 2010) Tweetalige uitgave: Nederlands en Chinees.
- Met Hanneke Verbeek, Honderd jaar heimwee. De geschiedenis van Polen in Nederland (Amsterdam 2012). Vertaald als Sto lat tesknoty. Historia Polaków w Holandii (Warschau 2014).
- Met Hanneke Verbeek, Hier woonden wij. Hoe een stad zijn joodse verleden herontdekt (Amsterdam 2015).
- Wim Willems e.a., Hagenezen die er mochten wezen (Den Haag 2016).
- De wereldwandelaars. Een verbond van idealisten (Amsterdam 2020).

## Prijzen
- Winnaar van de tweejaarlijkse Littéraire Witte Prijs 2010 voor zijn tweeluik over Tjalie Robinson: Schrijven met je vuisten en De brieven van Tjalie Robinson[3].
- Winnaar in de categorie Ere-Polonus 2015 vanwege zijn verdiensten voor de integratie van Polen in Nederland.